# Перо Чингрија
Петар М. Чингрија (Дубровник, 14. август 1837 — Дубровник, 13. новембар 1921) био је политички лидер Хрвата из Дубровника, током друге половине 19. и самог почетка 20. века.

## Породица
Перо је рођен у Дубровнику 14. августа 1837. године, од оца Мелка Чингрије, судског чиновника и мајке Кларе Зитковић, рођене у Ријеци Дубровачкој.
Приликом крштења, обављеном 27, августа исте године, добио је три имена Pietro (Петар), Antonio (Анте) и Gaetano (Гајо).
У службеној употреби касније ће остати само име Петар, односно касније његов надимак Перо.
Његов отац је потицао из грађанске породице у Дубровнику, која је припадала лаичкој братовштини Св. Лазара (Лазарини).

## Образовање
После навршене седме године живота, тј. 1844. године Перо Чингрија полази у основну школу, где се настава одвијала на италијанском језику.
У то време постојала су два одсека првог разреда, први одсек (prima classe sezione inferiore), који је био припремни одсек за други одсек (prima classe sezione superiore).
У складу са тим, први разред је трајао две године, па је тако Перо трећи разред основне школе завршио тек 1848. године, али му то није сметало да све разреде заврши са одличним успехом уз оцену - ottimo (одличан), односно да за сваки разред заслужи општи успех уз оцену - emineza (узоран).
Иначе, негову рану младост карактерише асоцијално понашење, коме је узрок био строгост његовог оца Мелка, који му је (како сам Перо говори у својим незавршеним мемоарима) забрањивао да се дружи са другом децом.
Током његовог школовања у гимназији, дошло је до промена у овом делу система образовања, па уместо дотадашњих предавача тзв. сколопа, наставу од 1854. године преузимају - језуити (удаљени су из наставе тек 1868. године).
Од тог момента његово школовање добија изразито верски карактер.
Гимназију је завршио 1856. године.
Оцене из сведочанства су овакве: понашање - примерено, веронаука - добар, латински језик - добар, италијански језик - одличан, грчки језик - добар, илирски језик (српски и хрватски) - одличан, немачки језик - довољан, географија и историја - добар, математика - одличан, физика - одличан и филозофска пропедеутика - одличан.
Студије права уписао је у Падови 1856. године, а почео је да ради као адвокатски приправник, код свој пријатеља угледног дубровачког племића и адвоката Рафаела-Рафе Пуцића (1828—1890), који је био Србин католичког верског опредељења и члан тада најутицајнијег трв. српског културног круга у Дубровнику.
Од Рафе Пуцића ће Перо научити много о политици.

## Улазак у политику
Преко српске породице Пуцић, Перо Чингрија улази у политички живот Далмације, као активиста Народне странке (основане 1861. године), тада још јединствене, тј. састављене од Хрвата и Срба Далмације.
У Народној странци Дубровника, њено језгро, односно највећи део исте, чинили су Срби католици (Медо М. Пуцић, Никола-Нико М.Пуцић, Рафаел-Рафо Н. Пуцић, Петар-Перо В. Будмани, Ловро М. Кукуљица, ...итд.), али то није омело Перу да са њима заједно као Хрват политички делује на простору тадашње Далмације.
Цео свој политички живот Перо Чангрија ће провести у метежу српско-хрватских односа, који су управо били веома заоштрени у другој половини 19. века, али захваљујући својој разборитости и образовању, те неподлегањима екстремном клерикализму и национализму, он је често имао обезбеђену подршку, како Срба католика, тако и православаца.
На општинским изборима у Дубровнику, који су одржани 11., 12., и 13. фебруара 1869. године Народна странка је однела победу над аутономашима (проиталијански оријентисана странка), које је помагао которски поглавар Србин (такође католичког верског опредељења), Павле-Паво П. Решетар (1809—1880), отац познатог српског филолога Милана-Карла П. Решетара (1860—1942).
Ово се дешавало у почетку вишестраначке борбе у Далмацији, јер су Срби били мањина у односу на Хрвате у Далмацији, па је део њих тражио савезнике и у утицајном италијанском бирачком телу, што је био и узрок тадашње поделе српског бирачког тела на народњаке и аутономаше.
За разлику од њих, Хрвати су у Далмацији били прилично јединствени, чему је допринело бројно свештенство хрватске националности, које је католичка црква (због познавања локалног језика) слала у сва подручја Далмације, ради очувања вере, тј. за исти посао није могла да ангажује немачко, мађарско и италијанско свештенство.
Са правом гласа у Дубровнику било је 1529 бирача, од тога је изашло на гласање њих 537, а за народњаке је глас дало њих 526, док су аутономаши добили само 11 гласова.
Новоосновано Општинско веће, које је конституисано 1. марта 1869. године, изабрало је двојицу Срба Рафаела-Рафа Н. Пуцића (1828—1890), за градоначелника (ориг. начелника) Дубровника и апотекара Антуна Дробца (1810—1882), за првог председника (ориг. присједника) а Перо Чангрија је као Хрват изабран за другог председника (ориг. потпредседника).
Овакав распоред снага у новом Општинском већу, не треба да чуди, јер су у другој половини 19. века у Дубровнику, Срби били већинско становништво у односу на Хрвате, чега је и Перо Чингрија био врло добро свестан, па је зато и у својим мемоарима одобравао, овакав избор новог руководства Града.

## Улазак у Далматински сабор
Уједињени Хрвати и Срби у оквиру Народне странке остварили су велики успех и на изборима за Далматински сабор, који су се одржали 4., 7, и 9. јула 1870.године, јер од пет изабраних посланика, народњаци су добили четири мандата, а аутономашима је припало једно посланичко место.
Перо Чангрија је прошао у курији трговачко-обртничких комора за Дубровник и Котор, док су овде већ помињани, његови српски пријатељи, такође остварили успех, па је тако Рафо Пуцић прошао у курији велепорезника, а Перо Будмани (1835—1914) у курији градова за Град Дубровник.
Када је бечки двор поставио, православног Србина Гаврила Родића (1812—1890), аустроугарског генерала, пореклом из Вргинмоста, за намесника (гувернера) у Далмацији, дошло је и до првих већих међуетничких проблема у односима Хрвата и Срба унутар Народне странке, јер су се код Хрвата појавиле сумње, због учесталих контаката појединих српских „народњачких“ првака са овим заступником двора, а пре свих Стјепана Митрова Љубише (1824—1878).
Љубиша, на предлог генерала Родића постаје и председавајући Сабора (председник: 1870-1876), преузимајући дужност од свог сународника Шпире Петровића (председник: 1861-1870), из Аутономашке странке.
Чингрија ће у току првог заседања овог Далматинског сабора са народњачком већином (25. август - 3. септембар 1870. године) бити изабран за заменика председника Земаљског одбора.
Перо је тих дана морао да политички балансира између екстремних хрватских ставова, које је форсирао мање или више отворено председник Народне странке Миховил-Михо Клаић (1829-1896), иначе посланик спољне општине Сињ и његова десна рука свештеник Миховил-Мијо Павлиновић (1831-1887), посланик спољне општине Имотски.
Из његових мемоара, јасно је да је подржавао Клаића у његовим конфронтацијама са Стјепаном Љубишом, који су кулминирали цепањем Народне странке 1873. године и стварањем из ње конкурентске Народно-средњачке странке.

## Време етничких раскола
После аустријске окупације Босне и Херцеговине, дошло је до још веће поларизације између Хрвата и Срба у Далмацији, али су још 1879. године у Дубровнику ови односи били складни, све до 1881. године, и удаљавања од народњака Мате Наталија, те прикључивања Српској странци (у ориг. Србска странка), истог следе и дубровачки племић Медо Пуцић, а потом професори дубровачке гимназије Перо Будмани, Стијепо Кастрапели (1880—1963) и Луко A. Зоре (1846—1906).
Одржани су нови избори у новембру 1881. године за Градско веће и касније од стране њега избор градског начелика.
Резултати су за народњаке били одлични, пошто су ипак на тим изборима још натегнуто јединствено наступали, односно народњаци односе победу над аутономашима, али Перо Чингрија није више био начелник, већ поново Рафо Пуцић.
Чингрија као либералан политичар, своју пажњу зато окреће ка Далматинском сабору, јер ипак у Далмацији има више Хрвата него Срба, што му олакшава деловање, за разлику од другачијег односа снага у тадашњем Дубровнику.
На изборима за Сабор, Перо ће бити биран више пута (1870—1883).
После избора за Сабор 1883. године, Перо Чингрија пише писмо Миху Клаићу у коме му саопштава своју одлуку да учествујући у раду Далматинског сабора, неће ући у саборски клуб Народне странке.
Своју одлуку Чингрија је образложио ситуацијом у Дубровнику, у којем је према његовим речима, државноправна хрватска идеја остала без приврженика.
Он у наставку писма објашњава да не жели да се сврстава ни на хрватску ни на српску страну, па је зато одлучио да наступа овом представничком телу по својој савести - независно.
Све га ово није обесхрабрило, јер је у животу научио да се новим околностима треба прилагодит, јер је уосталом то и срж политике.
Посланички клуб Народне странке напустили су пре Чингрије и други дубровачки Срби католици, Франо Ш. Геталдић-Гундулић (1833-1899) и Луко Зоре, чиме се наставило дистанцирање Хрвата и Срба у Далмацији.
Ово је први пут да се Перо почео дистанцирати у односу на хрватство, које је раније био прихватио, а које ће у потпуности напустити тек пред почетак Првог светског рата.
Народна странка је овом процесу и сама доприносила, јер је на пример 1889. године у свој назив унела хрватско етничко обележје, па се од тада називала Народна хрватска странка.
Перо Чингрија је у то време још увек сматрао да су Хрвати и Срби један народ, подељен у два племена, односно да их дели само вера, што у Далматинском сабору и наглашава у свом говору од 18. новембра 1905. године где наглашава: »да су да су Хрвати и Срби један народ, да су једни према другима равноправни«.
Даљи политички рад Чингрије, бележили су успеси и падови, па тако, док се постиже успех у Далмацији, низали су се порази од Срба у Дубровнику, он ће на крају 19. века, а на самом почетку 20. века, прихватити сарадњу и са ултрадесничарском Странком права и Чистом странком права, ради реализације уједињења свих Хрвата у једну државу, али ће увек задржавати неку дозу умерености, чак и после смрти Клаића.

Из политичког угла гледано био је веома успешан радник, пошто је успео да вештим компромисима са Србима постане чак четири пута начелник дубровачке општине и то три пута у мандату Аустроугарске (1878-1882, 1899-1905 и 1905-1911), и једном непосредно после пада Хабсбуршке царевине (1918).
Дубровачки Срби су имали резерву према старијем Чингрији, који је лавирао између хрватства и српства, те су на изборима 1889. године Далматински сабор, истакли (испред Српске странке) свог кандидата (Франо Гондола), уместо да (као раније) поступе и подрже Народну странку.
Исто су поновили и на локалним изборима 1890. године, када је (од Пере подржана) Народна странка изгубила општинске изборе, јер су у то време Срби католици и православци били већинско становништво града под Срђем.
Као угледни члан дубровачке грађанске класе био је и припадник престижне лаичке братовштине „Св. Антуна“, Чингрија нам је сачувао старе генеалогије чланова истих.
Најпознатији препис носи по њему име „Чингријина генеалогија“.
Колики је значај имао за Дубровник на крају 19. века, говори податак, да је још за живота добио улицу са својим именом у овом Граду.
Његов пријатељ и политички противник из Српске странке у Дубровнику, Луко Зоре, написао је у његову част песму „Објављење“, а чак му је једном приликом, када је Перо изгубио изборе великодушно понудио свој лични посланички мандат.

## Епилог
Дана 7. новембра на Крфу Краљ Петар и Престолонаследник Александар су добили поздраве од Предсједника Одбора Народног Вијећа за Дубровник /др. Перо Чингрија/.
Управо ће он дочекати српску војску испред Градског већа Дубровника 13. новембра 1918. године.
После дугог и бурног живота у коме је иза себе оставио неизбрисив траг у граду под Срђем, Перо Чангрија, већ прилично оронулог здравља, умро је од упале плућа 13. јула 1921. године у свом родном Дубровнику.

## Породица и потомство
Био је у браку са Маром Натали, удовицом из другог брака свог рођака Јосипа Бетондића и са њом је имао четворо деце: две ћерке (Клара и Јелка) и једног сина (Мелко).
Мелкиор-Мелко П. Чингрија (1873-1949) је у политици, следио свог оца, идући његовим стопама (на почетку своје политичке каријере), али се за разлику од оца (који је око тога имао дилему све до Првог светског рата) сматрао Србином, те је током времена постао велики противник хрватске националне идеје, а посебно је био противник одвајања Дубровника од Зетске бановине (1929-1941) и припајања истог новоуспостављеној Бановини Хрватској (1939-1941), о чему је чак написао (1939) и једну веома популарну брошуру („Дубровник и хрватско питање“).

## Документа – извори
- Статистички подаци објављени у листу-календару „Dubrovnik“ 1897. године.
Како стоји на страни 68., у тексту испод табеле („Po manama“), то је попис становништва из 1890. године, у који је укључена и војна посада.
 Календар је био за наредну 1898. годину, а уређивао га је Антун Фабрис (период: 1897—1903), дубровачки Србин католик.
- Упоредни статистички подаци објављени у листу-календару „Dubrovnik“  из 1901. године.
Упоредни преглед пописа становништва из 1890. и 1900. године.
Календар је био за наредну 1902. годину.
- Опис илустрације:
 Насловна страна новина „Хрватска мисао“ од 3. августа 1914. године, са списком ухапшених Срба у Далмацији.
- Опис илустрације:
Детаљ насловне стране новина „Хрватска мисао“ од 3. августа 1914. године, са списком ухапшених Срба у Далмацији.